# Hueytamalco
Hueytamalco es una localidad del estado mexicano de Puebla. Es cabecera del municipio de Hueytamalco.

## Demografía
| Censo | Población |
| ----- | --------- |
| 1900  | 2856      |
| 1910  | 1106      |
| 1921  | 4727      |
| 1930  | 595       |
| 1940  | 780       |
| 1950  | 1017      |
| 1960  | 1447      |
| 1970  | 1563      |
| 1980  | 2481      |
| 1990  | 3553      |
| 1995  | 3321      |
| 2000  | 3911      |
| 2005  | 4209      |
| 2010  | 5335      |
| 2020  | 5900      |